# Гомельский автобус
Гомельский автобус — сеть автобусных маршрутов города Гомель. Основной вид наземного общественного городского транспорта города. Автобусное сообщение в городе появилось по разным источникам или в 1924 или в 1947 году. К 1988 году в городе функционировало 25 автобусных маршрутов и управление автобусными перевозками стало автоматизированным. Обслуживается ОАО «Гомельоблавтотранс». Сеть городских автобусов затрагивает не только территорию города, но и ряд пригородных посёлков.

## Список маршрутов[3]
- 1 Вокзал — Микрорайон «Любенский»[4]
- 2 Химзавод — Микрорайон «Южный»
- 2а Солнечная — РЦРМ
- 2г Солнечная — Микрорайон «Южный
- 2е Микрорайон «Южный» → Радиозавод
- 3 Автовокзал — Нефтебаза (через завод «Коралл»)
- 3а Автовокзал — пос. "Новая жизнь"
- 4 Вокзал — Деревня "Головинцы"
- 4а Вокзал — Деревня "Головинцы"
- 4б Вокзал — станция "Ипуть"
- 5 Завод литья и нормалей — Микрорайон «Клёнковский»
- 5а Завод литья и нормалей — Микрорайон «Мельников луг»
- 6 Вокзал — Колледж художественных промыслов
- 7 Автовокзал — Микрорайон «Клёнковский» (через Советскую и завод «Коралл»)
- 7а Автовокзал — Микрорайон «Клёнковский»
- 8 Вокзал — Мильча
- 8а Вокзал — Завод литья и нормалей
- 8б Вокзал — Корпус литья
- 8е Вокзал — Завод литья и нормалей (через Красное)
- 9 Завод литья и нормалей → Микрорайон «Южный» (через Красное)
- 10 Корпус литья → Микрорайон «Южный» (через Красное)
- 11 Вокзал — Улица Чернышевского
- 12 Улица Маневича — Микрорайон «Хутор»
- 12б Улица Маневича — Микрорайон «Хутор» (через Юбилейную и Кожара)
- 13 Химзавод — Микрорайон «Любенский»
- 13а Урицкое — Микрорайон «Любенский»
- 13б Урицкое — Микрорайон «Любенский» (через ТЭЦ-2)
- 14 Вокзал — Якубовка
- 15 Автовокзал — Микрорайон «Западный» (временно изменён)[5]
- 16 Автовокзал — Медгородок (временно изменён)[5]
- 16а Автовокзал — Деревня "Уза" (временно изменён)[5]
- 17 Медгородок — Микрорайон «Клёнковский»
- 18 Микрорайон «Клёнковский» — РЦРМ
- 18а Микрорайон «Клёнковский» — Микрорайон «Южный»
- 19 Автовокзал — пос. "Новая жизнь"
- 20 Медгородок — Старая Волотова (через Вокзал)
- 21 Автовокзал — Урицкое
- 21а Автовокзал — Урицкое (через Барыкина)
- 21в Солнечная → Вокзал
- 21г Автовокзал — Урицкое (через ТЭЦ-2)
- 21д Химзавод → Автовокзал
- 22 Завод литья и нормалей — Микрорайон «Любенский»
- 22а Завод литья и нормалей → Микрорайон «Южный» (ночной, через микрорайон «Хутор»)
- 23 Проспект Речицкий — Деревня "Осовцы"
- 23а Проспект Речицкий — Кладбище «Осовцы»
- 24 Площадь Ленина — Пляж «Центральный»[6]
- 25 Завод самоходных комбайнов — Медгородок
- 25а Медгородок — Автобусный парк № 6 (через завод «Коралл»)
- 25з Медгородок → Микрорайон «Клёнковский» (25а)
- 26 Медгородок — Микрорайон «Южный»
- 26а Медгородок — Микрорайон «Южный» (через школу №73)
- 27 Автовокзал — Микрорайон «Клёнковский»
- 27а Автобусный парк № 6 → Вокзал
- 28 Автовокзал — пос. "Новая жизнь" (через школу №59 и гаражный кооператив №27)
- 29 Микрорайон «Любенский» — Солнечная[7]
- 30 Вокзал — Улица Братьев Лемешковых
- 31 Крышталь — Деревня "Головинцы"
- 32 Улица Пенязькова — Школа № 17[7]
- 32а Школа № 17 — Улица Пенязькова[7]
- 33 Медгородок — Микрорайон «Клёнковский» (временно изменён)[5]
- 34 Микрорайон «Любенский» — Старая Волотова
- 36а Автовокзал — Завод «Коралл»[8]
- 37 Вокзал — Улица Полевая
- 38э Автовокзал — Улица Сурганова
- 39 пос. "Новая жизнь" — Микрорайон «Южный»
- 40 Автовокзал — Прибор
- 41 Вокзал — Улица Маневича[9]
- 42 Химзавод — Микрорайон «Хутор»
- 42а Медгородок — Микрорайон «Южный» (через микрорайон «Хутор»)
- 42б Химзавод — Микрорайон «Южный» (через микрорайон «Хутор»)
- 43 Автовокзал — Большевик
- 43а Автовокзал — Большевик (через Кожара и Юбилейную)
- 43б Автовокзал — Большевик (через объединение «Ратон»)
- 44 Микрорайон «Клёнковский» — Микрорайон «Костюковка»
- 45 Микрорайон «Клёнковский» — Микрорайон «Южный»
- 46 Проспект Речицкий — Кладбище «Рандовское»
- 48 Колледж художественных промыслов — Улица Нижнебрилёвская
- 50 Завод литья и нормалей — Микрорайон «Южный»
- 50б Корпус литья — Микрорайон «Южный»
- 51 Автовокзал — Медгородок (через 60 лет СССР, обратно: через дорогу Север-Юг)
- 52 Автовокзал — Медгородок
- 54 Улица Чкалова — пос. "Чёнки"
- 54а Улица Чкалова — пос. "Чёнки"
- 55 Вокзал — пос. "Чёнки"
- 56 Микрорайон «Южный» → Медгородок (Родительский маршрут)
- 57 Завод литья и нормалей — Микрорайон «Хутор»
- 58 Вокзал — Микрорайон «Хутор»
- 59 Автовокзал — Аэропорт[10]
- 60 Автовокзал — Улица Каштановая
- 60а Автовокзал — Улица Ботаническая (через Каштановую)
- 61 Автовокзал → Улица Ботаническая (через Свердлова)
- 61а Автовокзал — Улица Ботаническая
- 62 Автовокзал — Деревня "Осовцы"
- 63 Улица Чкалова — Деревня "Осовцы"
- 64 пос. "Новая жизнь" — Улица Пенязькова
- 65 Улица Каштановая — Улица Ботаническая[7]
- 66 Улица Каштановая — Улица Ботаническая[7]
- 67 Улица Луговая — Улица Ботаническая
- 67а Автобусный парк № 1 — Улица Ботаническая
- 68 Колледж художественных промыслов — пос. "Новая жизнь"[7]
- 69 Медгородок — Улица Оранжерейная
- 70 Микрорайон «Южный» — Улица Ботаническая
- 71 Микрорайон «Южный» — Улица Ботаническая (через Свердлова)
- 74 пос. "Новая жизнь" — Микрорайон «Клёнковский» (через завод «Коралл»)[7]
- 75 пос. "Новая жизнь" — Микрорайон «Клёнковский»[7]
- 76 Технический университет — Микрорайон «Любенский»[7]
- 77 Технический университет — Микрорайон «Любенский»[7]
- 91 Автобусный парк № 1 → Медгородок
- 92 Автобусный парк № 1 — РЦРМ
- 93 Автобусный парк № 1 — Вокзал
- 94 Автобусный парк № 1 — Микрорайон «Южный»
- 95 Автобусный парк № 1 — Урицкое
- 96 Автобусный парк № 1 → Солнечная
- 97 Автобусный парк № 1 — Микрорайон «Любенский»
- 98 Автобусный парк № 1 — Медгородок
- 99 Автобусный парк № 1 → Деревня "Уза"
- 101 Автобусный парк № 6 → Вокзал (через Фадеева и Богданова)
- 101а Автобусный парк № 6 → Вокзал (через Ефремова и проспект Космонавтов)
- 102 Белстеклопром → Большевик (из автобусного парка №6)
- 107 Вокзал → Автобусный парк № 6
- 108 Мильча → Автобусный парк № 6
- 108а Мильча → Микрорайон «Клёнковский» (ночной)
- 111 Улица Чернышевского → Автобусный парк № 6
- 119 Автобусный парк № 6 — пос. "Новая жизнь"
- 122 Завод литья и нормалей → Автобусный парк № 6
- 127 Вокзал → Автобусный парк № 6
- 127а Вокзал → Микрорайон «Клёнковский» (ночной)
- 133 Микрорайон «Клёнковский» → Предприятие «Сейсмотехника» (в парк №1)

## Подвижной состав (действующий)
| Модель   | Количество/Примечания                                                      |
| -------- | -------------------------------------------------------------------------- |
| МАЗ-103  | 20 (9 автобусов — пригородные модификации)                                 |
| МАЗ-105  | 180                                                                        |
| МАЗ-107  | 34                                                                         |
| МАЗ-203  | 30                                                                         |
| МАЗ-206  | 8                                                                          |
| МАЗ-215  | 24                                                                         |
| МАЗ-216  | 25                                                                         |
| БКМ Е433 | 2 (работают электробусы на маршрутах: 12, 17, 20, 25, 25а, 59, 69 и т. д.) |

## Оплата проезда
В зависимости от маршрута и модели автобуса билеты на одну поездку можно приобрести: у кондукторов в салонах автобусов, в киосках «Горэлектротранспорта» и у водителей. Также с 15 февраля 2020 года проезд можно оплатить с QR-код системой «Оплати. Транспорт».
Проездные билеты на декаду и месяц действуют на обычных и скоростных маршрутах и не действуют на экспрессных маршрутах.

## Wi-Fi в автобусах
В 2017 году Wi-Fi появился в 20 автобусах, которые курсируют в Гомеле по автобусному маршруту № 17 «микрорайон Кленковский — Медгородок». Одновременно пользоваться бесплатным интернетом могут до 80 пассажиров.